# Lionel Cohen
Pour les articles homonymes, voir Cohen.
Lionel Leonard Cohen, baron Cohen, (1er mars 1888 - 9 mai 1973), est un avocat et juge britannique.

## Jeunesse et carrière
Cohen est né à Londres, le seul enfant de Leonard Lionel Cohen, un banquier, et d'Eliza Henrietta Cohen (née Schloss). Son grand-père paternel est le financier et député Lionel Louis Cohen (en). Il fait ses études au Collège d'Eton et au New College d'Oxford, où il obtient une première en histoire et en droit. Il est admis au barreau en 1913 par l'Inner Temple, mais rejoint plus tard Lincoln's Inn. Pendant la Première Guerre mondiale, il sert avec le 1/13th London Regiment (1st Kensingtons Battalion), London Regiment, et est blessé en France.
Après la guerre, Cohen retourne au barreau, pratiquant principalement le droit des sociétés. Il est nommé conseiller du roi en 1929. Pendant la Seconde Guerre mondiale, Cohen sert au Ministère de l'Économie de guerre de 1939 à 1943.

## Carrière judiciaire
Cohen est nommé à la Haute Cour en 1943 et affecté à la Division de la chancellerie, recevant le titre de chevalier coutumier. En 1946, il est nommé Lord Justice of Appeal et investi au Conseil privé. Le 12 novembre 1951, il est nommé Lord of Appeal in Ordinary et nommé pair à vie avec le titre de baron Cohen, de Walmer dans le comté de Kent. En 1960, il prend sa retraite en tant que Lord of Appeal.
Cohen préside de nombreuses commissions royales dans les années qui suivent la Seconde Guerre mondiale, en particulier le rapport du comité sur l'amendement du droit des sociétés en 1945 et sur l'indemnisation. De 1946 à 1956, il préside la Royal Commission on Awards to Inventors, qui récompense les scientifiques qui réalisent des avancées technologiques telles que le radar et le moteur à réaction pendant la guerre. Il dirige également l'enquête Cohen sur la perte des avions de ligne de Havilland Comet Yoke Peter et Yoke Yoke en 1954.

## Vie privée
En 1918, Cohen épouse Adelaide Spielmann (1895-1961), fille de Sir Isidore Spielmann et ont deux fils et une fille. Son fils, Leonard Harold Lionel Cohen exerce en tant que juge à la Haute Cour. Le fils de Leonard, Sir Jonathan Cohen, est également juge à la Haute Cour.